# Letter from America (Lied)
Letter from America (englisch für Brief aus Amerika) ist ein Song des schottischen Gesangsduos The Proclaimers, der 1987 auf deren erstem Album This Is the Story erschien. Neben I’m Gonna Be (500 Miles) von 1988 gehört der von Gerry Rafferty und Hugh Murphy produzierte Letter from America, der in den UK-Charts Platz drei erreichte, zu den erfolgreichsten Werken der Zwillingsbrüder Charlie und Craig Reid. In Deutschland erreichte der Song Platz 57.

## Inhalt

### Thematik und historischer Hintergrund
Historischer Hintergrund des Songs ist die Vertreibung der gälisch-sprechenden Bevölkerung (Highland Clearances) aus den schottischen Highlands nach Nordamerika insbesondere im 19. Jahrhundert. Diese Massenauswanderung wurde zumindest zum Teil von britischen, aber auch englandtreuen schottischen Großgrundbesitzern erzwungen. Die Ursachen für die dadurch verursachte Entvölkerung großer Teile des Hochlands und der Westlichen Inseln waren vielfältig: ein entbehrungsreiches Leben, gekennzeichnet von Armut, wirtschaftlichen Schwierigkeiten, Aussichtslosigkeit, Verzweiflung, Missernten und Kartoffelfäule (wie bei der Großen Hungersnot in Irland), die Mitte des 19. Jahrhunderts in Schottland zur Highland Potato Famine (Kartoffelhungersnot in den Highlands) führte.
Das Lied entstand in einer Zeit, die von der als „Thatcherismus“ bezeichneten Wirtschaftspolitik der britischen Premierministerin Margaret Thatcher geprägt war. Der „Thatcherismus“ hatte zum Teil gravierende wirtschaftliche und soziale Folgen in den davon besonders hart getroffenen Gebieten Großbritanniens, zu denen auch Teile Schottlands, vor allem die weniger entwickelten „Highlands and Islands“ zählten. Dies führte durch Abwanderung wiederum zu erneuten demografischen Veränderungen wie einst die „Highland Clearances“. Das ursprüngliche Schallplattencover zeigt eine Fotomontage, die aus der farbigen Abbildung eines Mannes und einer Frau aus der Zeit der Clearances vor dem Schwarz-Weiß-Hintergrund eines 1986 geschlossenen Stahlwerkes in Zentralschottland besteht.

### Text
In dem melancholischen Song wird zunächst versucht, sich in die Gedankenwelt der Auswanderer hinein zu versetzen: “… Tried hard to imagine / The way you felt the day you sailed / From Wester Ross to Nova Scotia …” (deutsch: „Habe wirklich versucht, mir vorzustellen, was Du gefühlt hast an dem Tag, an dem Du von Wester Ross nach Nova Scotia [Neuschottland] gesegelt bist.“) Schließlich werden zahlreiche Ortschaften und Gebiete in den Highlands aufgezählt, die symbolisch für all jene stehen, aus denen Auswanderer nach Nordamerika aufbrachen. Den Ortsnamen sind jeweils die Worte „no more“ (‚nie wieder‘ oder ‚nie mehr‘) nachgestellt: Lochaber, Sutherland, Lewis, Skye, Bathgate, Linwood, Methil und Irvine. Der Refrain lautet: “When you go will you send back / A letter from America?” (deutsch: „Wenn Du gehst, wirst Du einen Brief aus Amerika schicken?“).

## Chartplatzierungen
| ChartsChartplatzierungen     | Höchstplatzierung | Wochen |
| ---------------------------- | ----------------- | ------ |
| Deutschland (GfK)            | 57 (5 Wo.)        | 5      |
| Vereinigtes Königreich (OCC) | 3 (10 Wo.)        | 10     |